# 김건모
김건모(金健模, 1968년 1월 13일~)는 대한민국의 가수다.

## 생애
1968년 1월 13일 대한민국 부산직할시에서 태어나 어린 시절에 서울특별시 강서구 화곡동에 올라와서 성장하였다. 서울신월초등학교와 화곡중학교, 화곡고등학교를 졸업하고 1986년 서울예술대학에 입학, 국악을 전공하였다. 4살 때부터 피아노를 치기 시작하고 항상 음악 과목은 좋은 점수를 받는 등 어린 시절부터 음악에 남다른 재능이 있었다고 한다.

## 학력
- 1980년 서울신월초등학교 졸업
- 1983년 화곡중학교 졸업
- 1986년 화곡고등학교 졸업
- 1991년 서울예술대학교 국악학과 졸업

## 사건 사고
김건모는 2019년 12월 12일에 김세의·강용석이 운영하는 유튜브 채널 가로세로연구소에 의해 성폭행 가해자로 고발당했다. 이에 대해 김건모 측에서는 피해 여성에 대하여 무고죄로 맞고소하려고 하였다. 김건모 측의 무성의한 반응에 또 다른 피해자가 나타나 증인으로 나오면서 김건모는 경찰 조사를 받았다. 2020년 1월 15일에 강남 경찰서에 출석한 김건모는 배트맨 티셔츠를 입고 온 것으로 보이는 듯 했지만, 조사 후 나올 때에는 티셔츠가 보이지 않았다. 배트맨 티셔츠는 그가 성폭행할 당시 입었던 것으로 피해자가 밝힘에 따라 그의 엽기적인 행동에 공분을 사기도 하였다.

한편, 성폭력 의혹이 제기되어 모든 활동을 중단하였다. 이후 2021년 11월 18일, 수사 시작 1년 11개월여 만에 무혐의 처분을 받았다.

## 가수 경력

### 데뷔 전
김건모는 데뷔 전 카페에서 아르바이트를 먼저 시작했다. 엘튼 존의 노래를 즐겨 불렀으나 해당 아르바이트 카페 업소 사장이 모르는 노래라 하여 결국 '사랑이 저만치 가네(가수 김종찬 노래)'를 부르기도 했다. 그러나 일부 선배들은 "넌 아직 가수되기에 그른 목소리다"라고 지적하면서 "차라리 너는 해군 홍보단에 가면 음악생활을 할 수 있다"며 군대를 먼저 갔다오라고 권하기도 했다. 해군 홍보단 오디션에서 오디션을 봐 합격해서 활동했다.
김건모는 해군 홍보단에서 사병으로 복무하였다. 배에서 작업하면서 김용만, 지석진과 죽을 뻔한 고비를 겪기도 했다. 태풍주의보가 발령되면서 배가 앞뒤로 크게 흔들려 나가봤더니 엄청난 태풍이 배를 감싸고 있었다. 그러다가 어딘가에 부딪히는 소리가 났다. 죽을 거라 생각한 김건모와 동료들은 마지막으로 한마디 하자고 할 정도로 절박했다. 나가서 살펴보니 섬에 박았다. 그 섬에 난민이 되어 한달 동안 생활하기도 했다.

### 데뷔
군 제대 직후 1991년 록 밴드 평균율의 키보디스트로 영입됨으로써 첫 데뷔하여 잠시 활동하였으나 구성원 개편 재정비 과정에서 방출되었고 이듬해 1992년 댄스 음악 그룹 노이즈의 1집 음반에 편곡을 담당하였으며 이어서 1992년 자신의 정규 개인 음반 1집을 발표하여 솔로 가수로 데뷔하였다.

### 나는 가수다
2011년 3월 MBC 나는 가수다에 처음으로 출연했던 7명의 가수들 중 나이와 경력이 가장 많았던 선배가수로 첫 경연에서 탈락자로 호명이 되었다. 하지만 동료가수의 재도전 권유로 재도전을 수락하면서 많은 시청자들에게 비난을 받게 되고 이후 자진 사퇴를 하게 된다. 이후 2012년 시즌 2에도 출연을 했었지만, 스케줄 문제로 자진 하차하게 된다. 무엇보다 김건모의 시즌 1에서의 재도전과 시즌2의 하차는 본인이 처음부터 원했던 것이 아니었다.
나가수 이후 많은 가수들이 좋은 평가를 얻게 되지만 김건모는 역대 나는 가수다 출연 가수 중 가장 불운한 가수로 기록이 된다.
그리고 나는 가수다는 얼마 가지 않아 종영되었다.

### 동료, 선·후배들과의 관계
김건모의 백댄서 출신인 박진영은 당시 김건모에게 좋은 곡을 많이 선곡해주기도 했다. 박진영은 또한 팝송을 들려주면서 해석해주기도 했다.
1995년 280만장의 음반을 판매를 기록해 대한민국에서 최고의 인기를 구가하던 김건모는 현재가 더 행복하다고 말한다. 전성기 시절엔 너무 바빠서 자기 자신을 돌아볼 시간이 전혀 없었기 때문에 지금처럼 여유있는 삶이 훨씬 좋다는 것이다.

## 성격
굉장한 괴짜다. 미운 우리 새끼에 출연해서 보여준 그의 기행을 모아보면 다음과 같다.
| 내용 |
| --- |
| - 소주 병 크리스마스 트리 - 소주 정수기: 정수기에 물 대신 소주를 넣었다. - 대왕김밥: 어마어마하게 큰 김밥을 만들어 이를 우주소녀 멤버들에게 선물했다. - {\displaystyle 4m^{2}} 넓이의 종이로 종이접기 - 오징어 먹물 짜장면 만들기: 이것 때문에 김종민이 고생했다. - 쌈채소로 만든 꽃다발을 김흥국에게 선물했다. |

## 경력
- 2001년 2월 한국방문의해 명예홍보사절
- 2007년 3월 한국대중문화예술인복지회 가수부문 회장
- 2009년 8월 2022 월드컵 유치위원회 위원

## 음악 활동

### 정규 앨범
- 1집 《Kim Gun Mo》 (1992년 10월 29일 발매)
- 2집 《김건모 2》 (1993년 11월 4일 발매)
- 3집 《Kim Gun Mo 3》(1995년 1월 24일 발매)
- 4집 《Exchange kg.m4》(1996년 5월 17일 발매)
- 5집 《Myself Five》(1997년 12월 1일 발매)
- 6집 《Growing》 (1999년 11월 20일 발매)
- 7집 《Kim Gunmo #007 Another Days......》 (2001년 5월 5일 발매)
- 8집 《Hestory》 (2003년 2월 27일 발매)
- 9집 《Kimgunmo. 9》 (2004년 9월 3일 발매)
- 10집 《Be Like...》 (2005년 6월 16일 발매)
- 11집 《Style Album 11》 (2007년 3월 15일 발매)
- 12집 《Soul Groove》 (2008년 8월 6일 발매)
- 13집 《自敍傳(자서전) & Best》 (2011년 9월 27일 발매)
- 14집 《다 당신 덕분 이라오》 (2016년 9월 20일 발매)

## 수상 목록
- 1993년 최우수 신인가수상
- 1993년 제4회 서울가요대상 10대 가수상 랩댄스부문
- 1993년 제8회 대한민국 영상음반대상 골든디스크상 본상
- 1993년 KBS 가요대상 10대 가수상
- 1994년 연예영화신문 신세대가수상
- 1994년 제5회 서울가요대상 랩댄스부문상, 대상
- 1994년~1996년 3년 연속 대한민국 영상음반대상 골든디스크상 대상
- 1994년~1996년 3년 연속 KBS 가요대상 대상
- 1994년 KBS 가수상 최고히트곡상
- 1994년 MBC 한국가요제전 최고인기가요상
- 1994년 SBS 스타상 가수부문 최우수상
- 1995년 제22회 한국방송대상 남자가수상
- 1995년 TV저널 올해의 스타상 최우수상 (가수 부문)
- 1995년 문화체육부장관 표창
- 1995년 한국최고인기연예대상 대상
- 1996년 제7회 서울가요대상 10대 가수상
- 1996년 제3회 대한민국연예예술상 청소년 가수상
- 1996년 KMTV 가요대전 대상
- 1996년 MBC 한국가요제전 최고인기가요상
- 1998년 KBS 가요대상 작곡상 [사랑이 떠나가네]
- 1998년 제13회 골든디스크상 본상
- 2001년 제12회 서울가요대상 대상
- 2001년 제16회 골든디스크상 본상
- 2001년 제35회 가수의 날 올해의 남자가수상
- 2001년 SBS 가요대전 프로듀서 선정 최우수 가수상
- 2001년 KBS 가요대상 청소년 선정 최고 인기상
- 2001년 MBC 10대 가수 가요제 본상
- 2008년 제16회 대한민국문화연예대상 신세대가요 10대 가수상
- 2011년 제2회 대한민국 대중문화예술상 대통령 표창
- 2016년 SAF 연예대상 쇼·토크쇼부문 남자 최우수상
- 2017년 SBS 연예대상 대상 미우새(어머니 이선미 여사 수상)

### 가요 프로그램 1위
| 연도             | 수상 내역 (총 63회) |
| ---------------- | --- |
| 1993년 (총 7회)  | - 잠못드는 밤 비는 내리고 (총 2회) - 3월 18일 SBS 《인기가요》 1위 - 4월 22일 SBS 《인기가요》 1위 - 첫 인상 (총 5회) - 10월 13일 KBS 《가요톱텐》 1위 - 10월 20일 KBS 《가요톱텐》 1위 - 10월 27일 KBS 《가요톱텐》 1위 - 11월 3일 KBS 《가요톱텐》 1위 - 11월 10일 KBS 《가요톱텐》 1위 (5주 연속) (골든컵) |
| 1994년 (총 15회) | - 핑계 (총 15회) - 2월 13일 SBS 《스타 서울 스타》 1위 - 2월 16일 KBS 《가요톱텐》 1위 - 2월 20일 SBS 《스타 서울 스타》 1위 (2주 연속) - 2월 23일 KBS 《가요톱텐》 1위 - 2월 27일 SBS 《스타 서울 스타》 1위 (3주 연속) - 3월 2일 KBS 《가요톱텐》 1위 - 3월 6일 SBS 《스타 서울 스타》 1위 (4주 연속) - 3월 9일 KBS 《가요톱텐》 1위 - 3월 13일 SBS 《스타 서울 스타》 1위 (5주 연속) - 3월 16일 KBS 《가요톱텐》 1위 (5주 연속) (골든컵) - 3월 20일 SBS 《스타 서울 스타》 1위 (6주 연속) - 3월 27일 SBS 《스타 서울 스타》 1위 (7주 연속) - 4월 3일 SBS 《스타 서울 스타》 1위 (8주 연속) - 4월 10일 SBS 《스타 서울 스타》 1위 (9주 연속) - 4월 24일 SBS 《TV가요20》 1위                                                                         |
| 1995년 (총 18회) | - 잘못된 만남 (총 18회) - 3월 11일 KMTV 《쇼뮤직탱크》 1위 - 3월 12일 SBS 《TV가요20》 1위 - 3월 15일 KBS 《가요톱텐》 1위 - 3월 18일 KMTV 《쇼뮤직탱크》 1위 - 3월 19일 SBS 《TV가요20》 1위 - 3월 22일 KBS 《가요톱텐》 1위 - 3월 25일 KMTV 《쇼뮤직탱크》 1위 - 3월 26일 SBS 《TV가요20》 1위 - 3월 29일 KBS 《가요톱텐》 1위 - 4월 1일 KMTV 《쇼뮤직탱크》 1위 - 4월 2일 SBS 《TV가요20》 1위 - 4월 5일 KBS 《가요톱텐》 1위 - 4월 8일 KMTV 《쇼뮤직탱크》 1위 (5주 연속, 최강자) - 4월 9일 SBS 《TV가요20》 1위 - 4월 12일 KBS 《가요톱텐》 1위 (5주 연속) (골든컵) - 4월 14일 MBC 《인기가요베스트50》 1위 - 4월 16일 SBS 《TV가요20》 1위 (6주 연속) - 4월 21일 MBC 《인기가요베스트50》 1위 - 4월 28일 MBC 《인기가요베스트50》 1위 (2주 연속) |
| 1996년 (총 9회)  | - 스피드 (총 9회) - 6월 12일 KBS 《가요톱텐》 1위 - 6월 15일 MBC 《인기가요베스트50》 1위 - 6월 19일 KBS 《가요톱텐》 1위 - 6월 22일 MBC 《인기가요베스트50》 1위 - 6월 29일 MBC 《인기가요베스트50》 1위 (3주 연속) (BEST OF BEST) - 6월 30일 SBS 《TV가요20》 1위 - 7월 3일 KBS 《가요톱텐》 1위 - 7월 7일 SBS 《TV가요20》 1위 - 7월 10일 KBS 《가요톱텐》 1위 (4주 연속) |
| 1998년 (총 6회)  | - 뻐꾸기 둥지 위로 날아간 새 (총 6회) - 3월 18일 KBS 《브라보 신세대》 1위 - 3월 25일 KBS 《브라보 신세대》 1위 (2주 연속) - 4월 1일 KBS 《브라보 신세대》 1위 (3주 연속) - 4월 4일 KMTV 《쇼뮤직탱크》 1위 - 4월 8일 KBS 《브라보 신세대》 1위 (4주 연속) - 4월 15일 KBS 《브라보 신세대》 1위 (5주 연속) |
| 2001년 (총 9회)  | - 미안해요 (총 6회) - 6월 23일 MBC 《음악캠프》 1위 - 7월 5일 KBS 《뮤직뱅크》 1위 - 7월 7일 MBC 《음악캠프》 1위 - 7월 12일 KBS 《뮤직뱅크》 1위 - 7월 14일 MBC 《음악캠프》 1위 (통산 3주) - 7월 19일 KBS 《뮤직뱅크》 1위 (3주 연속) - 짱가 (총 3회) - 7월 8일 SBS 《인기가요》 1위 - 7월 15일 SBS 《인기가요》 1위 - 7월 22일 SBS 《인기가요》 1위 (트리플 크라운) |
| 2003년 (총 1회)  | - My Son (총 1회) - 4월 6일 SBS 《인기가요》 뮤티즌송 |

## 방송 출연 목록
- 열린음악회 (KBS)
- 밤으로 가는 쇼 (KBS)
- TV탐험 달려라 고고 (KBS)
- 가요톱10 (KBS)
- 노영심의 작은음악회 (KBS)
- 지구촌 영상음악 (KBS)
- 스타비전 (KBS)
- 토요일 7시가 좋다 (KBS)
- 톱스타 인생극장 (KBS)
- MC 온퍼레이드 (KBS)
- 연예가 중계 (KBS)
- 출발 토요대행진 (KBS)
- KBS 빅쇼 (KBS)
- 가족오락관 (KBS2)
- 토요일 전원 출발 (KBS)
- 밤과 음악사이 (KBS)
- TV데이트 (KBS)
- 1995 드림콘서트 (SBS)
- 1996 드림콘서트 (SBS)
- 96 출동 산타 (KBS)
- 브라보 신세대 (KBS)
- 사랑의 리퀘스트 (KBS)
- 파워인터뷰 (KBS)
- 이소라의 프로포즈 (KBS)
- 한중일 우정의 콘서트 (KBS)
- 스타데이트 최고의 만남 (KBS)
- 서세원쇼 (KBS)
- 밀레니엄 스타탄생 (KBS)
- 기아체험 24시간 (SBS)
- 이홍렬쇼 - 대결 참참참 (SBS)
- 메모리스 (SBS)
- 야! 한밤에 - 보고싶다 친구야 (KBS)
- 음악캠프 (SBS)
- 기분좋은 밤 - 결혼할까요 (SBS)
- 서세원쇼 - 스타 만찬 토크 카드 (KBS)
- 2002 한일월드컵 특집 월드컵의 성공 한국의 영광 (KBS)
- 진실게임 (SBS)
- 깜짝 스토리랜드 (SBS)
- 토요 스타 클럽 (SBS)
- 가족오락관 (KBS1)
- 해피투게더 (KBS)
- 원피스(KBS) - 남자3
- 슈퍼TV 일요일은 즐거워 - MC대격돌 위험한 초대 (KBS)
- 뮤직뱅크 (KBS)
- 강호동의 천생연분 (MBC)
- 일요일 일요일 밤에 - 대단한 도전 (MBC)
- 자유선언 토요대작전 - 산장미팅 장미의 전쟁 (KBS)
- 스타 도네이션 꿈은 이루어진다 (SBS)
- 개그콘서트 - 200회특집 (KBS)
- 상상플러스 (KBS)
- 해피선데이 - 2008 스쿨림픽 (KBS)
- 일밤 - 나는 가수다 시즌 1 (MBC)
- 일밤 - 룰루랄라 (MBC)
- 일밤 - 나는 가수다 II (MBC)
- 무한도전 - 토요일! 토요일은 가수다 (토토가) (MBC)
- 개그콘서트 - 2015년 2월 22일 설 특집 '10년 후'특별 출연 (KBS)
- 미운 우리 새끼 (SBS)
- 부르스타 (SBS)
- 유희열의 스케치북 (KBS)
- 집사부일체 (SBS)

## 광고
- 삼성전자 미니미니
- 롯데제과 개성파
- 롯데제과 롯데껌
- LX하우시스 LG 발코니전용창
- 롯데칠성음료 롯데카페
- 서울이동통신 삐삐015
- 해태HTB 써니텐
- 금강 렌드로바
- 해태HTB 코코팜
- LF 티피코시
- 오리온 초코파이 情
- 인터파크
- CJ오쇼핑
- 삼성카드
- 하이트진로 참이슬
- SK텔레콤 생각대로 T
- KT스카이라이프 (어머니와 동반출연)
- HK이노엔 컨디션 CEO
- 대선소주

## 같이 보기
- 대한민국의 역대 음반 판매량 순위 목록